# ونسا پترئو
ونسا پترئو (به انگلیسی: Vanessa Petruo) (زاده ۲۳ اکتبر ۱۹۷۹) خواننده ، ترانه سرا ، بازیگر آلمانی است.
او قبلاً عضو گروه نه آنجلز بود.